# ムサフルトゥフツェシ
ムサフルトゥフツェシ（グルジア語: მსახურთუხუცესი、グルジア語ラテン翻字: msakhurtukhutsesi）は、ジョージア封建時代における高位の国家官職である。

## 語源
ムサフルトゥフツェシとは、カルトリ語の直訳で「従者の長」という意味である。
この語を分解すると、ムサフウリ（「従者」「召使い」「使用人」の意。グルジア語: მსახური グルジア語ラテン翻字: msakhuri）のフツェシ（「年長者」「最高位者」の意。グルジア語: უხუცესი、グルジア語ラテン翻字: ukhutsesi）となる。ムサフウリは「務める」「仕える」という意味の語幹「მსახ (msakh)」に、職業や人を指す接尾辞「-ური (-uri)」がついてできた語であり、「仕える人」というニュアンスになる。フツェシは「年上」「古い」という意味の「ხუცესი (khutsesi)」に、最上級を表す接頭辞「უ- (u-)」がついた形であり、「最も年上の」「最も古い」というニュアンスである。

## 起源
ムサフルトゥフツェシという役職は、12世紀ギオルギ3世の治世で初めて記録に登場する。ただし起源はそれ以前まで遡る可能性がある。当初、ムサフルトゥフツェシは王宮内で働く従者とみなされていた。
ジョージア王国の統一が進むにつれ、王に仕えるムサフルトゥフツェシは軍事的な任務にも関与するようになり、徐々に公法に基づいて職務を行う官吏へと発展した。13世紀、ジョージア王国の女王ルスダンはムサフルトゥフツェシを宰相（ヴェジリ）に昇格させた。これ以降、ムサフルトゥフツェシの役職はメチュルチレトゥフツェシとともに内政の高官グループ「二宰相」を形成し、その地位を確立した。

## 職務
ムサフルトゥフツェシの職務は多岐にわたる。主な管轄領域は宮廷の財務管理、王の寝所管理、その他の王の私的な事項の補佐業務であった。またムサフルトゥフツェシは「王に衣装を着せる」役割も担っていた。
ムサフルトゥフツェシは王宮内においてすべての従者の上位に位置する高官であった。王の従者やモラレトゥフツェシ（出納長）、メサツォレトゥフツェシ（寝室長）、パレシトゥフツェシ（護衛長）、モラレトゥフツェシ（給仕長）といった他の官職に対して優位な権限を有し、指揮監督する立場にあった。

## 著名なムサフルトゥフツェシ
- ヴァラム・ガゲリ（グルジア語版） - タマル女王、ギオルギ4世（グルジア語版）王、ルスダン女王の治世に仕えた。